# Hans Sperlich (Politiker)
Hans Sperlich (* 22. Mai 1925; † 18. Mai 2019) war ein deutscher Kommunalpolitiker.
Sperlich war von 1965 bis 1972 Bürgermeister der Stadt Zittau. In seine Amtszeit fallen die Eingemeindungen von Eichgraben und Pethau. Die Partnerschaft mit der italienischen Stadt Pistoia wurde eingegangen und die Partnerschaft mit Liberec vorbereitet.
Anschließend war er von 1972 bis 1990 Bürgermeister der Gemeinde Jonsdorf.